# Acacio di Amida
Acacio di Amida, in greco antico Ἀκάκιος, in latino Acacius (IV secolo – 425), è stato arcivescovo di Amida in Mesopotamia (oggi nel territorio della Turchia); è venerato come santo dalla Chiesa cattolica.
Vendette i vasi della sua chiesa per liberare i persiani prigionieri nel 422.
Le sue lettere sono state commentate dal vescovo Maris.

Il suo elogio si legge nel Martirologio Romano alla data del 9 aprile: 